# Émile De Wildeman
Émile Auguste Joseph De Wildeman (Sint-Joost-ten-Node, 19 oktober 1866 - Brussel, 24 juli 1947) was een Belgisch botanicus gespecialiseerd in het onderzoek naar de Congolese flora en meer bepaald de vaatplanten. Daarnaast bestudeerde hij eveneens de algen. Hij was van 1912 tot 1931 directeur van de Nationale Plantentuin van België. Zijn auteursaanduiding was De Wild..

## Levensloop

### Opleiding
De Wildeman was de zoon van een bediende, afkomstig uit het Oost-Vlaamse Eine, die tewerkgesteld was bij de gemeentelijke administratie van Sint-Joost-ten-Node. Hij voltooide het middelbaar onderwijs aan het Brusselse atheneum en ging daarna naar de Université libre de Bruxelles waar hij in 1887 het diploma van apotheker behaalde.

### Carrière bij de Nationale Plantentuin van België en als docent
Voordien toonde De Wildeman reeds een grote belangstelling voor de plantkunde. Hij was in 1883, toen hij nauwelijks zeventien jaar oud was, reeds lid geworden van de Koninklijke Belgische Botanische Vereniging. Tijdens zijn universitaire studies was hij als vrijwilliger werkzaam in de Nationale Plantentuin van België. In 1891 stopte hij als apotheker en trad in dienst van de Nationale Plantentuin als preparator. Tegelijk schreef hij zich opnieuw in aan de Brusselse universiteit en behaalde er in 1892 het doctoraat in de Natuurwetenschappen onder Léo Errera met een proefschrift over de celwanden. Het jaar nadien bezocht hij botanische instituten in Parijs, Nancy en Genève.
In 1895 werd De Wildeman benoemd tot wetenschappelijk assistent aan de Nationale Plantentuin en vijf jaar later werd hij er benoemd tot conservator. In 1912 volgde hij de overleden Théophile Durand op als directeur en bleef in functie tot aan zijn pensioen in 1931.
Van 1904 tot 1912 gaf De Wildeman les aan het Hoger Rijksinstituut voor Tuinbouw. In 1911 werd hij docent aan de handelsschool die verbonden was aan de faculteit Economie van de Rijksuniversiteit Gent. Hij gaf er de cursus Koloniale teelt, eerst in het Frans en vanaf 1925 eveneens in het Nederlands. Hij bleef er lesgeven tot aan zijn pensioen in 1931. Van 1921 tot 1928 was hij eveneens docent aan de Hogere Koloniale School van Antwerpen, daarna werd hij voorzitter van de Academische Raad van de hogeschool.

### Wetenschappelijke academies en erkenning
De Wildeman zag zijn carrière in 1929 bekroond met de Tienjaarlijkse prijs voor botanische wetenschappen van de Belgische regering en dit voor de periode 1919-1928. Toen hij in 1947 op tachtigjarige leeftijd stierf, was hij lid van verscheidene binnen- en buitenlandse wetenschappelijke academies en verenigingen:
- Lid van de afdeling Wetenschappen van de Koninklijke Academie van België in 1930 nadat hij er in 1926 al corresponderend lid van was geworden
- Lid van het Koninklijk Belgisch Koloniaal Instituut, dat later werd omgevormd tot de Koninklijke Academie voor Overzeese Wetenschappen, sinds zijn oprichting op 6 maart 1929.
- Buitenlands lid van de Académie des Sciences Coloniales de Paris sinds 1923.
- Buitenlands lid van de Académie Nationale de Médecine de Paris sinds 1935.
- Correspondent voor de Académie des Sciences van het Institut de France sinds 1939, als opvolger van Victor Grégoire (1970-1938).
- Lid van de permanente commissie voor de studie van de collecties van het museum van Tervuren sinds 1900 en lid van de toezichtscommissie van dit museum sinds 1910.
- Voorzitter van de Koninklijke Belgische Botanische Vereniging in de periode 1910-1911 en 1925-1926, waarvan hij sinds 1883 lid was, nadien secretaris, en die na zijn dood de driejaarlijkse Émile De Wildemanprijs instelde. De prijs bekroont een onderzoekswerk met betrekking tot de Afrikaanse tropische plantkunde.
- Correspondent van de Société Nationale d'Horticulture de France sinds 1902.
- Correspondent van de Royal Horticultural Society in Londen sinds 1906.
- Correspondent van het Institut Colonial de Bordeaux sinds 1906.
- Correspondent van Société d'Histoire Naturelle des Ardennes sinds 1907
- Correspondent van de Deutsche Botanische Gesellschaft sinds 1907
- Correspondent het Institut Colonial de Marseille sinds 1909
- Erelid van de Sociedad Aragones della Sciencias Naturales in Saragossa sinds 1910
- Erelid van het Institut Colonial International sinds 1920
- Erelid van de afdeling Wetenschappen van het Institut grand-ducal in Luxemburg sinds 1925
- Erelid van de Société Botanique de Genève sinds 1925
- Stichter en voorzitter van de Vrienden van de Botanische Tuin van de Staat

Verder ontving Emile De Wildeman verscheidene onderscheidingen:
- Grootoffier in de Leopoldorde
- Grootofficier in de Kroonorde
- Burgerlijk Kruis 1e klasse
- Herdenkingsmedaille van het Eeuwfeest
- Officier van de Académie de France
- Ridder in de Orde van Oranje-Nassau

## Familie
De Wildeman was gehuwd met Anna-Maria De Cort, een dochter van dichter Frans De Cort, die zelf een schoonzoon was van schrijver Johan Michiel Dautzenberg. Door zijn huwelijk leerde hij de bryoloog Jules Cardot kennen, die gehuwd was met een kleindochter van Dautzenberg, en waarmee hij regelmatig zou samenwerken. Zijn dochter Simone begon haar artistieke loopbaan als botanisch tekenares.

## Werk
De Wildeman startte zijn carrière met het onderzoek van de algen en de schimmels. Zijn eerste publicatie over de Belgische algen verscheen in 1885 en de algenstudie zou als een rode draad doorheen zijn volledige loopbaan blijven lopen.
Omstreeks 1895 arriveerden de eerste Congolese plantencollecties, die door onder meer pater Justin Gillet werden verzameld op initiatief van Edmond van Eetvelde, in de plantentuin. De toenmalige directeur, François Crépin belastte conservator Théophile Durand en zijn assistent De Wildeman met het onderzoek van de Congolese collectie. Totdat Durand in 1901 zelf directeur werd van de plantentuin publiceerden beiden samen met onder meer Illustrations de la flore du Congo en Contributions à le flore du Congo. Daarna zette De Wildeman zijn onderzoek alleen verder waarbij de vaatplanten zijn grote specialiteit werden. Omdat er geen vergelijkend studiemateriaal beschikbaar was met betrekking tot de verscheidene Afrikaanse gebieden bezocht hij rond de eeuwwisseling regelmatig het Muséum national d'histoire naturelle te Parijs, het Natural History Museum te Londen en de Botanischer Garten Berlin om zich de systematiek van de Afrikaanse platen eigen te maken. Daarvan maakte hij ook gebruik om samen te werken met de belangrijkste buitenlandse botanici. De collecties die vanuit Congo naar Brussel werden gezonden, bleven toestromen en De Wildeman, die een vlotte pen bezat, bleef nieuwe onderzoeken en beschrijvingen publiceren zoals het tweedelige Études sur la flore du Katanga en het driedelige Études de systématique et de géographie botaniques sur la flore du Bas- et du Moyen-Congo.
Door zijn veelvuldige internationale contacten werd De Wildeman in benoemd tot secretaris-generaal van het derde Internationaal Botanisch Congres dat in 1910 in Brussel plaatsvond. In 1912 verscheen het verslag van het congres in twee boekdelen.
De Wildeman deed eveneens onderzoek naar de Belgische flora waarbij hij speciale aandacht had voor de herbaria van Léon Van den Bossche uit Tienen waarover hij acht boekdelen publiceerde. Hij bestudeerde eveneens de flora rondom de Straat van Magellaan, verzameld tijdens de expeditie van de Belgica. Verder was hij nog geïnteresseerd in plantengeografie, medicinale planten en economische plantkunde.
Ook na zijn pensioen in 1931 bleef De Wildeman publiceren met onder andere een nog belangrijke studie over de Congolese medicinale planten uit 1938 waarbij zijn farmaceutische opleiding hem goed van pas kwam. Hij publiceerde in totaal zo'n 1400 werken, tijdschriftartikels en verhandelingen en benoemde en beschreef tijdens zijn leven ruim 4000 taxa.

## Publicaties (selectie)

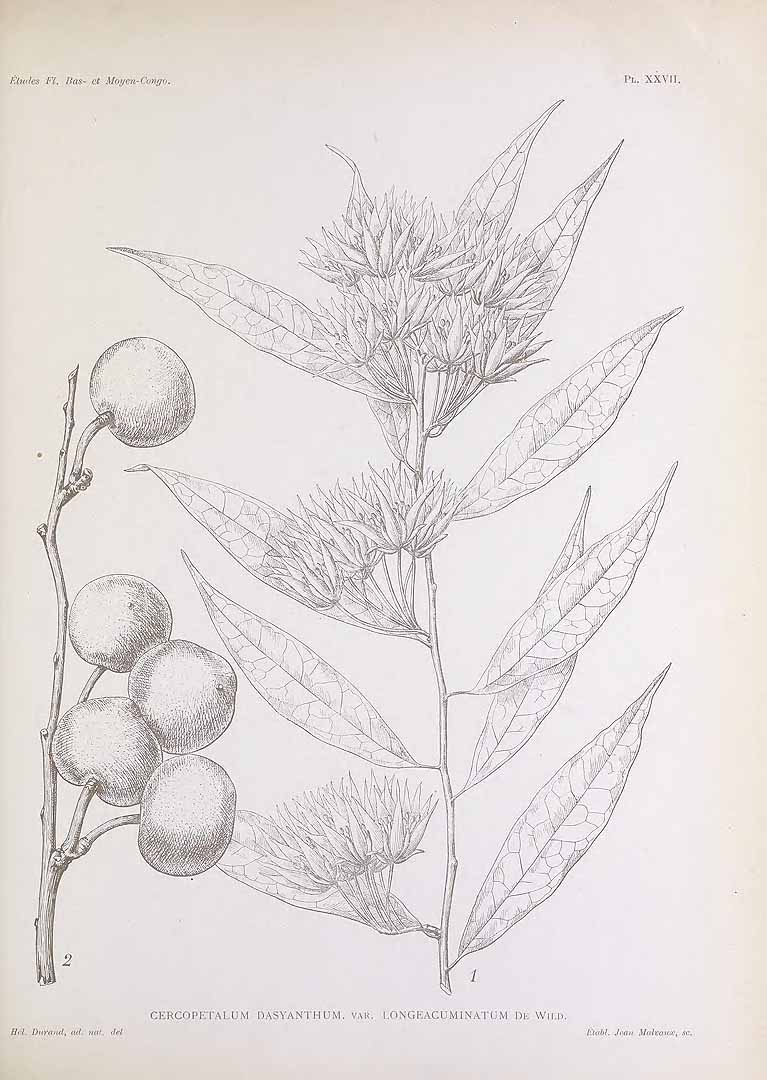
Cercopetalum dasyanthum var. longeacuminatum uit Études de systematique et géographie botanique sur la flore du Bas-et du Moyen Congo (1909), tekening van Hélène Durand.

- Contribution à l'études des algues de Belgique, 1885 (zijn eerste publicatie)
- Études sur l'attache des cloisons cellulaires, 1894 (proefschrift van 1892 dat werd gepubliceerd door de Koninklijke Academie van België)
- Catalogue de la flore algologique de la Suisse, 1895
- Flore des algues de Belgique, 1896
- Prodrome de la flore algologique des Indes Néerlandaises (Indes Néerlandaises et parties des territoires de Bornéo et de la Papuasie non Hollandaises), 1897
- Illustrations de la flore du Congo, 1898 (met Théophile Durand)
- Prodrome de la flore belge. I, Thallophytes, 1898
- Prodrome de la flore belge. II, Bryophytes et Ptéridophytes, 1898-1899
- Contributions à la flore du Congo, 1899 (met Théophile Durand)
- Icones selectae horti Thenensis, 1899-1908 (in 6 delen)
- Plantae Thonnerianae congolenses, 1900
- Les algues de la flore de Buitenzorg : essai d'une flore algologique de Java, 1900
- Plantae Gilletianae congolenses, 1901
- Reliquiae Dewrevreanae, 1901
- Les plantes tropicales de grande culture, 1902 (heruitgegeven in 1908)
- Notices sur des plantes utiles ou intéressantes de la flore du Congo, 1903-1906 (in 2 delen)
- Études sur la flore du Katanga, 1903-1913 (in 2 delen)
- Études de systématique et de géographie botaniques sur la flore du Bas- et du Moyen-Congo, 1903-1912 (in 3 delen)
- Lianes caoutchoutifères de l'État Indépendant du Congo, 1904
- Plantae novae vel minus cognitae ex herbario horti Thenensis, 1904-1910 (in 2 delen)
- Les phanérogames des Terres Magellaniques., 1905
- Études sur la flore des districts des Bangala et de l'Ubangi, 1911
- Actes du IIIe Congrès International de Botanique, 1912 (in 2 delen)
- Documents pour l'ètude de la geo-botanique congolaise, 1912-1913
- Contribution à l'étude de la flore du Katanga, 1921 (met 5 supplementen 1927-1933)
- Plantae Bequaertianae, 1921-1930 (in 5 delen)
- Les forêts congolaises et leurs pricipales essences économiques, 1926
- Observations sur des algues rapportées par l'expédition antarctique de la Belgique, 1935
- Sur des plantes médicinales ou utiles du Mayumbe (Congo Belge), 1938
- Études sur le genre Coffea L., 1941
- Stérilité ou vieillissement et disparition des espèces végétales, 1948 (postuum, in 2 delen)
- Notes pour l'histoire de la botanique et de l'horticulture en Belgique, 1950 (postuum, zijn laatste grote publicatie)